# Æthelwynn
Æthelwynn (également orthographié Ethylwynn, Ethylwyn ou Ethelwynn) est une noble anglaise du Xe siècle connue pour son travail de broderie et sa rencontre avec Dunstan de Cantorbéry.

## Biographie
Selon l'hagiographe de Dunstan de Cantorbéry, Æthelwynn lui demande de l'aide pour concevoir une étole à usage religieux avec des motifs figurés qu'elle prévoit de décorer plus tard avec de l'or et des pierres précieuses. Cette étole ne subsiste pas. L'hagiographe rapporte un miracle survenu lors de la visite de Dunstan : sa lyre (ou sa harpe), accrochée au mur, se serait mise à jouer toute seule, pour la plus grande stupéfaction de Dunstan, Æthelwynn et les autres femmes présentes.

## Postérité
L'histoire d'Æthelwynn et de Saint Dunstan offre un aperçu des relations entre le commanditaire, le concepteur et l'artisan dans le domaine du textile. Elle constitue un exemple unique dans sa recherche de motifs originaux pour des travaux de broderie.
Æthelweynn fait partie des femmes citées dans l'œuvre The Dinner Party de Judy Chicago.